# Oreste Bonomelli
Oreste Bonomelli (Rovato, 1º marzo 1888 – 28 febbraio 1974) è stato un giornalista e politico italiano.
Nel 1912 fondò e diresse il periodico quindicinale Il Monte Orfano, pubblicato a Rovato, di cui fu anche il principale redattore.
Alle elezioni amministrative del 1920 fu a capo del Partito Socialista Italiano locale.
Fu internato nel campo di concentramento del Collegio Gentile di Fabriano. Liberato, fu tra i protagonisti della resistenza locale come capo del comitato di epurazione e redattore del giornale La Riscossa (ottobre 1943 - luglio 1944).
Fu membro dell'assemblea costituente, eletto tra le file del PSI, nonché deputato della Repubblica Italiana.
Poeta dilettante, scrisse il carme Agli Eroi e Martiri fabrianesi caduti per la Libertà.